# Le Bamiléké
Pour les articles homonymes, voir Bamiléké.
Le Bamiléké est un mensuel camerounais aujourd'hui disparu paraissant dès mai 1955 à Dschang, alors capitale de la Région Ouest au Cameroun français. 
Bien qu'ouvrant sa plume aux lecteurs, il sert de journal pour l'élite et d'outil de propagande anti-maquis. 
Il répertorie les évènements, décrit les exactions et inventorie les victimes en pays Bamiléké durant les troubles du maquis au Cameroun.

## Histoire
Le Bamiléké se définissait lui même comme "organe mensuel de liaison et d'information des communes et chefferies de la Région Bamiléké et des Bamiléké de l'extérieur".
Le premier numéro parait en mai 1955.
Il était basé à Dschang et son prix au numéro était de 30 francs CFA.
En son numéro 22, de février 1957, il titrait déjà "La chasse aux Bamilékés va t-elle durer encore longtemps".
Dans son numéro 47 de mars 1959, il cite les propos de Amadou Ahidjo devant l'ONU où il a garanti que chaque groupe politique serait autorisé « à condition toutefois de rester dans la légalité et de se soumettre aux règles démocratiques ». 
Dans le même numéro, cette fois le 22 janvier 1959 à Dschang, il assure : « Le pouvoir est à la portée de tous les Camerounais, mais en dehors des voies démocratiques et légales, aucune voie d'accès n'y est et n'y sera jamais ouverte au Cameroun ».

## Ligne éditoriale
Il est dit du journal qu'il est celui des élites locales et qu'il est encadré par les français. Et qu'il constituait une journal de propagande locale.
En mai 1959, un éditorial anonyme verse dans l'ethnicisme, fustigeant une « race bamiléké », « si laborieuse, si ingénieuse, si courageuse dans la vie courante, si justement redoutée de ses voisins en raison de sa puissance d'expansion et qui, lorsqu'elle a affaire à quelques assassins, se transforme en une masse moutonnière, veule et lâche ». 
Le journal donne la plume a des lecteurs pour des articles les mois suivants, qui dénonceront la « peste », la « gangrène Bamiléké » et la « maladie grave » qu'est le « mutisme » de la population, qui refuse de livrer les renseignements contre les maquisards.